# Badmintonmeisterschaft von Trinidad und Tobago 2024
Die Badmintonmeisterschaft von Trinidad und Tobago 2024 fand vom 30. Januar bis zum 2. Februar 2024 in Tacarigua statt.

## Medaillengewinner
| Disziplin    | Gold                                | Silber                      | Bronze                          |
| ------------ | ----------------------------------- | --------------------------- | ------------------------------- |
| Herreneinzel | Reece Marcano                       | Will Lee                    | Mikael Joachim                  |
| Herreneinzel | Reece Marcano                       | Will Lee                    | Leon Cassie                     |
| Dameneinzel  | Chequeda De Boulet                  | Amara Urquhart              | Rhea Khan                       |
| Dameneinzel  | Chequeda De Boulet                  | Amara Urquhart              | Destiny Rattan                  |
| Herrendoppel | Reece Marcano Zion St. Rose         | Alistair Espinoza Will Lee  | Tairique Phllip Verone Salick   |
| Herrendoppel | Reece Marcano Zion St. Rose         | Alistair Espinoza Will Lee  | Alviero Alvada Matthaus Wilford |
| Damendoppel  | Chequeda de Boulet Rachel Khillawan | Rhea Khan Brittney Mohammed | T'Shelle Barnes Amara Urquhart  |
| Damendoppel  | Chequeda de Boulet Rachel Khillawan | Rhea Khan Brittney Mohammed | Anita Mahadeo Johannah Walker   |
| Mixed        | Reece Marcano Chequeda De Boulet    | Will Lee Jada Renales       | Leon Cassie Sandhya Cassie      |
| Mixed        | Reece Marcano Chequeda De Boulet    | Will Lee Jada Renales       | Sameer Ali Amara Urquhart       |